# NSWRL 1929
Die NSWRL 1929 war die zweiundzwanzigste Saison der New South Wales Rugby League Premiership, der ersten australischen Rugby-League-Meisterschaft. Den ersten Tabellenplatz nach Ende der regulären Saison belegten die South Sydney Rabbitohs. Im Finale gewannen sie 30:10 gegen die Newtown Jets und gewannen damit zum fünften Mal in Folge die NSWRL. Insgesamt war es ihr neunter Titel.

## Tabelle
|     | Team                    | Spiele | Siege | Unent. | Ndlg. | Spiel- punkte | Diff. | Tabellen- punkte |
| --- | ----------------------- | ------ | ----- | ------ | ----- | ------------- | ----- | ---------------- |
| 01. | South Sydney Rabbitohs  | 16     | 13    | 1      | 2     | 296:104       | + 192 | 31               |
| 02. | St. George Dragons      | 16     | 11    | 1      | 4     | 180:147       | + 33  | 27               |
| 03. | Western Suburbs Magpies | 16     | 10    | 2      | 4     | 258:153       | + 105 | 26               |
| 04. | Newtown Jets            | 16     | 10    | 0      | 6     | 188:169       | + 19  | 24               |
| 05. | North Sydney Bears      | 16     | 6     | 3      | 7     | 194:211       | - 17  | 19               |
| 06. | Balmain Tigers          | 16     | 6     | 1      | 9     | 213:259       | - 46  | 17               |
| 07. | Eastern Suburbs         | 16     | 4     | 2      | 10    | 203:269       | - 66  | 14               |
| 08. | Glebe                   | 16     | 3     | 3      | 10    | 166:261       | - 95  | 13               |
| 09. | Sydney University       | 16     | 2     | 1      | 13    | 157:282       | - 125 | 9                |

- Da in dieser Saison jedes Team zwei Freilose hatte, wurden nach der Saison nur normalen Punktezahl noch 4 Punkte dazugezählt.

## Playoffs

### Halbfinale
| 7. September | Newtown Jets  | 8 : 7 | St. George Dragons | Earl Park, Sydney Zuschauer: 7.000 Schiedsrichter: Bill Fry |
| 7. September | (3:2) Bericht |       |                    | Earl Park, Sydney Zuschauer: 7.000 Schiedsrichter: Bill Fry |

| 7. September | South Sydney Rabbitohs | 22 : 10 | Western Suburbs Magpies | Sydney Sports Ground, Sydney Zuschauer: 14.774 Schiedsrichter: Lal Deane |
| 7. September | (8:10) Bericht         |         |                         | Sydney Sports Ground, Sydney Zuschauer: 14.774 Schiedsrichter: Lal Deane |

### Grand Final
| 14. September | South Sydney Rabbitohs                                                                       | 30 : 10        | Newtown Jets                                     | Sydney Sports Ground, Sydney Zuschauer: 16.360 Schiedsrichter: Lal Deane |
| 14. September | Versuche: Blair (3), Williams (3), O’Connor, F. O’Connor Erhöhungen: Blair (2), Williams (1) | (19:2) Bericht | Versuche: Casey, Edwards Erhöhungen: Casey (2/2) | Sydney Sports Ground, Sydney Zuschauer: 16.360 Schiedsrichter: Lal Deane |

| 1  | Albert Spillane  |
| 2  | Benjamin Wearing |
| 3  | Oscar Quinlivan  |
| 4  | Harry Eyers      |
| 5  | Reg Williams     |
| 6  | Jackie Jones     |
| 7  | Alfred Blair     |
| 8  | John Why         |
| 9  | Dave Watson      |
| 10 | Alf Binder       |
| 11 | Carl Eggen       |
| 12 | Alf O’Connor     |
| 13 | Frank O’Connor   |

| 1  | Jim Gilmore        |
| 2  | George Casey       |
| 3  | Charlie Mork       |
| 4  | Clem Hill          |
| 5  | Jack Kessey        |
| 6  | Vince Hughes       |
| 7  | Hans Mork          |
| 8  | T. Walsh           |
| 9  | Jack Davies        |
| 10 | Dave Waters        |
| 11 | Ben Edwards        |
| 12 | Tom Leamey         |
| 13 | Charlie Pendergast |